# Elitloppet 1990
Elitloppet 1990 var den 39:e upplagan av Elitloppet, som gick av stapeln söndagen den 27 maj 1990 på Solvalla i Stockholm. Finalen vanns av den svensktränade hästen Mack Lobell, körd av Thomas Nilsson och tränad av John-Eric Magnusson.
1990 års Elitopp såg på förhand ut att bli en riktig fartfest, då starfältet bestod av bland annat Mack Lobell, som var historiens snabbaste hingst, och Peace Corps som var historiens snabbaste sto. Den franska hästen Ourasi avstod åter igen att starta i Elitloppet.

## Upplägg och genomförande
Elitloppet är ett inbjudningslopp och varje år bjuds 16 hästar som utmärkt sig in till Elitloppet. Hästarna lottas in i två kvalheat, och de fyra bästa i varje försök går vidare till finalen som sker 2–3 timmar senare samma dag. Desto bättre placering i kvalheatet, desto tidigare får hästens tränare välja startspår inför finalen. Samtliga tre lopp travas sedan 1965 över sprinterdistansen 1 609 meter (engelska milen) med autostart (bilstart). I Elitloppet 1990 var förstapris i finalen 850 000 kronor, och 150 000 kronor i respektive kvalheat.

## Kvalheat 1
| P | S | Häst            | Kusk             | Tränare             | Land      | Odds  | Tid    |
| - | - | --------------- | ---------------- | ------------------- | --------- | ----- | ------ |
| 1 | 1 | Mack Lobell     | Thomas Nilsson   | John-Eric Magnusson | Sverige   | 1,27  | 1.13,2 |
| 2 | 4 | Express Ride    | Pekka Korpi      | Pekka Korpi         | Finland   | 18,60 | 1.13,6 |
| 3 | 5 | Jet Ribb        | Hans G. Eriksson | Per-Erik Eriksson   | Sverige   | 19,50 | 1.13,6 |
| 4 | 8 | Beseiged        | Staffan Nilsson  | Staffan Nilsson     | Sverige   | 13,00 | 1.13,6 |
| 0 | 3 | No Sex Please   | Ron Walpes       | Ron Walpes          | Kanada    | 7,40  | 1.13,6 |
| 0 | 7 | Quellou         | Pierre Levesque  | Pierre Levesque     | Frankrike | 22,10 | 1.13,6 |
| 0 | 6 | J.R. Broline    | Olle Goop        | Olle Goop           | Sverige   | 16,20 | 1.13,8 |
| 0 | 2 | Crown's Majesty | David Rankin     | David Rankin        | USA       | 22,90 | 1.15,3 |

## Kvalheat 2
| P | S | Häst            | Kusk              | Tränare           | Land      | Odds  | Tid    |
| - | - | --------------- | ----------------- | ----------------- | --------- | ----- | ------ |
| 1 | 7 | Florida Jewel   | Bill Fahy         | Joe Holloway      | Kanada    | 3,73  | 1.13,0 |
| 2 | 5 | Peace Corps     | Stig H. Johansson | Stig H. Johansson | Sverige   | 1,50  | 1.13,0 |
| 3 | 1 | Nealy Lobell    | Johnny Takter     | Johnny Takter     | Sverige   | 13,00 | 1.13,2 |
| 4 | 6 | Atas Fighter L. | Anders Lindqvist  | Anders Lindqvist  | Sverige   | 13,30 | 1.13,2 |
| 0 | 8 | Evann C.        | Björn Lindblom    | Björn Lindblom    | Sverige   | 24,70 | 1.13,8 |
| 0 | 6 | Grades Singing  | Olle Goop         | Olle Goop         | Sverige   | 17,70 | 1.13,9 |
| 0 | 2 | Sabre D'Avril   | Jean-Pierre Viel  | Jean-Pierre Viel  | Frankrike | 25,80 | 1.14,0 |
| 0 | 3 | Blue Rage       | Gunnar Eggen      | Gunnar Eggen      | Norge     | 15,20 | 1.14,5 |

## Finalheat
| P   | S | Häst            | Kusk              | Tränare             | Land    | Odds  | Tid    |
| --- | - | --------------- | ----------------- | ------------------- | ------- | ----- | ------ |
| 1   | 2 | Mack Lobell     | Thomas Nilsson    | John-Eric Magnusson | Sverige | 1,59  | 1.11,0 |
| 2   | 3 | Peace Corps     | Stig H. Johansson | Stig H. Johansson   | Sverige | 3,90  | 1.11,5 |
| 3   | 1 | Florida Jewel   | Bill Fahy         | Joe Holloway        | Kanada  | 3,80  | 1.11,6 |
| 4   | 7 | Beseiged        | Staffan Nilsson   | Staffan Nilsson     | Sverige | 74,60 | 1.11,6 |
| 5   | 5 | Nealy Lobell    | Johnny Takter     | Johnny Takter       | Sverige | 57,60 | 1.11,7 |
| 6   | 6 | Jet Ribb        | Hans G. Eriksson  | Per-Erik Eriksson   | Sverige | 24,50 | 1.12,0 |
| 0   | 4 | Express Ride    | Pekka Korpi       | Pekka Korpi         | Finland | 24,90 | 1.12,3 |
| str | 8 | Atas Fighter L. | Anders Lindqvist  | Anders Lindqvist    | Sverige | -     | -      |